# Bothrops alcatraz
Bothrops alcatraz är en ormart som beskrevs av Marques, Martins och Sazima 2002. Bothrops alcatraz ingår i släktet Bothrops och familjen huggormar. Inga underarter finns listade.
Arten förekommer endemisk på ön Alcatrazes i delstaten São Paulo i sydöstra Brasilien. Den lever i skogar och vistas på marken eller i den låga växtligheten. Ön används som skjutfält för den brasilianska marinen vad som hotar beståndet. IUCN kategoriserar arten globalt som akut hotad. Honor lägger inga ägg utan föder levande ungar.